# Мировой лист
Мировой лист — двумерное многообразие в теории струн, которое описывает траекторию струны в пространстве-времени. Термин был введен Леонардом Сасскиндом примерно в 1967 году как прямое обобщение концепции мировой линии точечной частицы из специальной и общей теории относительности.
На мировом листе определяется двумерная конформная теория поля, описывающая тип струны, геометрию пространства-времени, в котором она распространяется, и наличие фоновых дальнодействующих полей (таких как калибровочное поле). Например, на мировом листе бозонных струн в 26-мерном пространстве типа пространства Минковского задается конформная теория поля, описывающая 26 свободных скалярных бозонов. На мировом листе суперструнной теории в 10 измерениях задается конформная теория поля, описывающая 10 свободных скалярных полей и их фермионных суперпартнеров.